# Округ Скамејнија (Вашингтон)
Скамејнија (енгл. Skamania County) је округ у америчкој савезној држави Вашингтон.

## Демографија
По попису из 2010. године број становника је 11.066, што је 1.194 (12,1%) становника више него 2000. године.
| Група             | 2000.         | 2010.         |
| Белци             | 8.922 (90,4%) | 9.918 (89,6%) |
| Афроамериканци    | 30 (0,3%)     | 46 (0,4%)     |
| Азијати           | 53 (0,5%)     | 96 (0,9%)     |
| Хиспаноамериканци | 398 (4,0%)    | 553 (5,0%)    |
| Укупно            | 9.872         | 11.066        |